# Eliza Coupe
Eliza Coupe, född den 6 april 1981 i Plymouth, New Hampshire, är en amerikansk skådespelare och komiker.
Coupe har bland annat medverkat i filmen What's Your Number?. I Tv-serien Happy Endings spelade hon huvudrollen som Jane Kerkovich-Williams och i den animerade TV-serien Haunted Hotel lånande hon ut rösten till en av huvudrollerna.

## Filmografi (i urval)
- 2011 – What's Your Number?
- 2011–2013 – Happy Endings (TV-serie)
- 2025 – Haunted Hotel (TV-serie)